# 意識形態戰爭
意識型態戰爭，或理念戰爭，是指理念、信念、意识形态或概念的冲突或分歧。
國家或政治組織，會通過这些冲突或战略，利用战略影响力来促进利益。这场冲突的“战斗空间”是目标人群的“心理”，而“武器”可以包括智囊团、电视节目、报纸文章、互联网、博客、政府正式政策文件、传统知识等、外交、公共外交和/或广播。